# アントン・ド・バリー
ハインリヒ・アントン・ド・バリー (Heinrich Anton de Bary、1831年1月26日 - 1888年1月19日) は植物学者、微生物学者、菌学者、植物病理学者、外科医。彼は植物病理学の父と言える位置にあり、また、近代的な菌類学の基礎を築いた。

## 略歴
ドイツ・フランクフルトでアウグスト・テオドール・ド・バリー（August Theodor de Bary, 1802年 - 1873年 の十人の子の一人として生まれた。父親とフランクフルトで生物採集などを行っているグループに参加し、菌類、藻類に深い関心を抱き、ゼンケンベルク医学研究所で植物学を教えていた、蘚苔類、菌類の研究者のゲオルク・フレゼニウス（Georg Fresenius）から影響を受けた。医者であった父の影響でハイデルベルクとマールブルクで医学を学び、1850年にはベルリンに移り医学の勉強を続けつつも植物への関心を抱き続けた。1853年には医学の学位を取得したが、その時の論文は植物学に関するものであった。同年、彼は植物のサビ病とすす病を起こす菌類について本を出した。
卒業後、彼はフランクフルトで医者になり、1年間ほど働いた。その後、テュービンゲン大学で植物学の私講師となり、フーゴー・フォン・モールの補佐を行った。1855年に、フライブルク大学の植物学者カール・ネーゲリの後を継いだ。1861年にはAntonie Einert と結婚、四人の子をなした。1867年からハレ大学で教授を務めた。普仏戦争の後、1872年にはストラスブール大学の教授に就任して、没するまでその職にあった。
ヨーロッパ中のジャガイモに大発生し、ジャガイモ飢饉を引き起こしたジャガイモ疫病について研究し、エキビョウキン属 (Phytophthora) を新たに記載するとともに、Phytophthora infestansがジャガイモ疫病の病原菌であることを示した。また、さび病菌が宿主交代することを明らかにした。これらの業績に加え、数多くの植物病理学者（セルゲイ・ヴィノグラドスキー、ウィリアム・ギルソン・ファーロー、ピエール＝マリー＝アレクシス・ミラルデなど）を育てたことなどから、植物病理学の父と呼ばれる。また、「共生」という用語は彼が作った言葉である。
変形菌を胞子から培養して初めて詳細な生活環を発見し、1858年に"Mycetozoen"（現在は"Mycetozoa"）という名を与えた。
 ウィキメディア・コモンズには、アントン・ド・バリーに関するカテゴリがあります。
 ウィキスピーシーズには、アントン・ド・バリーに関する情報があります。